# الدوري الهندوراسي الدرجة الأولى لكرة القدم 1993-94
الدوري الهندوراسي الدرجة الأولى لكرة القدم 1993-94 هو موسم من الدوري الهندوراسي الدرجة الأولى لكرة القدم. فاز فيه ريال إسبانيا.